# Дреке, Виктор
Виктор Эмилио Дреке Крус (исп. Víctor Emilio Dreke Cruz; 10 марта 1937, Сагуа-ла-Гранд, Куба) — кубинский военный, член ЦК Коммунистической партии Кубы, сподвижник Фиделя Кастро и Эрнесто Че Гевары. Активный участник Кубинской революции. После прихода Кастро к власти занимал различные военные и полицейские посты. Руководил полицией и спецназом при подавлении Восстания Эскамбрай, выносил смертные приговоры. Возглавлял кубинские военные миссии в ходе Конголезского кризиса и войны в Португальской Гвинее. После отставки – представитель кубинских корпораций в африканских странах, руководитель ветеранских организаций.

## Революционер
Родился в малоимущей семье чернокожих афрокубинцев из Сагуа-ла-Гранд (провинция Лас-Вильяс – ныне Вилья-Клара). Его отец был торговцем и плотником. Виктор Дреке, младший из девятерых детей, учился в Институте Хосе Марти. С юности придерживался леворадикальных взглядов. День его 15-летия – 10 марта 1952 – пришёлся на государственный переворот Фульхенсио Батисты. Дреке активно участвовал в уличных протестах. Примкнул к студенческому антибатистовскому движению, был секретарём оппозиционной студенческой ассоциации. 
В 1955 Виктор Дреке вступил в Движение 26 июля. Участвовал в создании отделения Революционного директората 13 марта в Лас-Вильяс. В 1958 присоединился к революционной повстанческой армии, воевал под командованием Че Гевары. Участвовал в боях, был ранен. Имел звание капитана. Идеологически эволюционировал к ортодоксальному коммунизму.

## Военачальник

### На Кубе
После победы Кубинской революции в 1959 Виктор Дреке служил на руководящих постах в силовых структурах и карательных органах нового режима. Был прокурором ревтрибунала и начальником полиции Сагуа-ла-Гранд, командиром армейского взвода, начальником школы подготовки ополченцев. С 1960 в горном массиве Эскамбрай (провинция Лас-Вильяс) развернулось антикоммунистическое повстанческое движение против правительства Фиделя Кастро. Виктор Дреке стал одним из руководителей подавления, под его командование были переданы полицейские силы в Эскамбрае.
17 апреля 1961 Виктор Дреке участвовал в боях на Плайя-Хирон с первого дня высадки десанта. Командовал ротой 117-го батальона, был ранен в боестолкновении с боевиками Бригады 2506. Оторвавшись от своих частей на джипе, ехавшем впереди бронетехники, 19 апреля на несколько часов попал в плен, но был освобождён при победе кубинских вооружённых сил.
Вернувшись в Эскамбрай, Дреке в звании команданте снова участвовал в подавлении восстания. Выносил повстанцам смертные приговоры в порядке чрезвычайного Закона 988. Наиболее известна совершённая по приказу Дреке казнь повстанческого командира Маргарито Ланса Флореса (Тондике) — тоже афрокубинца, крестьянина из Сагуа-ла-Гранд. Столкновение Дреке с Тондике воспринималось как эпично-символическое. Казнь популярного Тондике обусловила непреходящую ненависть к Дреке со стороны кубинской антикоммунистической оппозиции. С 1962 Виктор Дреке в звании команданте был заместителем Рауля Томассевича — командующего правительственными силами в Эскамбрае. До января 1965 командовал спецназом LCB Центральной армии.
В 1965 Виктор Дреке был кооптирован в ЦК Коммунистической партии Кубы (КПК), оставался в составе до 1975. С 1969 в звании полковника — начальник политуправления кубинских вооружённых сил. В 1973 командовал Молодёжной трудовой армией — армейское производственное подразделение — в Орьенте. Окончил Военную академию имени Максимо Гомеса и Университет Сантьяго-де-Куба по курсу юриспруденции и политологии. На всех постах Виктор Дреке выступал неукоснительным проводником политики Фиделя Кастро.

### В Африке
Когда Восстание Эскамбрай было подавлено, Виктор Дреке переключился на военные конфликты в Африке — Конголезский кризис, войну в Португальской Гвинее. Кастро и Че Гевара решили оказать военную поддержку левым и марксистским движениям.
В 1965 году Дреке отправился в Конго в составе военной миссии Че Гевары. Тренировал и инструктировал войска Лорана Кабилы, воевавшие против правительства Моиза Чомбе. Че Гевара высоко отзывался о Дреке в своём докладе Фиделю Кастро. После завершения конголезской экспедиции возглавлял на Кубе школу подготовки «бойцов-интернационалистов» для операций в Африке. С 1966 по 1968 возглавлял кубинскую военную миссию в Португальской Гвинее, организовывал войска ПАИГК, консультировал Амилкара Кабрала. Впоследствии руководил кубинской военной миссией в Гвинее, а в 1986—1989 — в независимой Гвинее-Бисау.

## Ветеран
В 1990 уволен в запас из вооружённых сил. Представлял кубинские строительные госкомпании ANTEX и UNECA в африканских странах. Был послом Кубы в Экваториальной Гвинее. Является вице-президентом Общества дружбы Куба — Африка и Ассоциации борцов кубинской революции. В 2011 и 2017 вместе с женой Аной (врач, основатель первого медицинского училище в Гвинее-Бисау) предпринимал туры по Европе для выступлений в связи с 50-летием Плайя-Хирон и смерти Че Гевары.
Виктор Дреке давно не занимает официальных постов в КПК, госаппарате и армии, но как деятель ветеранского движения олицетворяет традиции кастроизма и геваризма, выражает позиции консервативных военных и партийных кругов.
В 2002 Виктор Дреке издал воспоминания En la vorágine de la Revolucion Cubana. De la Sierra del Escambray al Congo — В водовороте Кубинской революции. От Эскамбрая до Конго.